# アサシンズ (ミュージカル)
『アサシンズ』は、チャールズ・ギルバート・ジュニアの原案、スティーヴン・ソンドハイムの作詞・作曲、 ジョン・ワイドマンの脚本によるミュージカルである。 残虐な移動遊園地の射的場を舞台に、 アメリカ合衆国大統領の暗殺を試みた男女 (成功した者もそうでない者も) をレビュー・スタイルで描写する。音楽は各時代を現す一般的な音楽を反映した変奏がなされている。
ミュージカルは1990年にオフ・ブロードウェイで初演し、2004年のブロードウェイでの舞台は5つのトニー賞を受賞した。

## バージョン
3つのバージョン (オリジナル、ロンドン、ブロードウェイ) は同一ではなく、"Something Just Broke"はロンドン公演から新しく付け加えられた 1991年にTheatre Communications Groupは戯曲を出版したが、その中に"Something Just Broke"は含まれていない。
現在認可されているバージョンは、2004年のブロードウェイ版を反映している。戯曲ではバラディアーとオズワルドを一人の俳優が兼任するとはされていないが、ブロードウェイのその演出を多くの公演が踏襲している。

## 登場人物
架空の人物:
- プロプライエター: 移動遊園地の射的場の主。ショーの最初に登場人物たちに銃を売る
- バラディアー: 暗殺者たちの物語を語るナレーター
- ビリー: サラ・ジェーン・ムーアの息子。ムーアには息子がいたが、名はフレデリックだった
- アンサンブル: 群衆、コーラスなど

歴史上の人物:
- ジョン・ウィルクス・ブース:  エイブラハム・リンカーン大統領の暗殺者
- デビッド・ヘロルド: エイブラハム・リンカーン大統領の暗殺時のジョン・ウィルクス・ブースの共犯者
- チャールズ・ギトー:  ジェームズ・ガーフィールド大統領の暗殺者
- ジェームズ・ガーフィールド大統領: 第20代アメリカ合衆国大統領
- ジェイムズ・ブレイン: 国務長官。チャールズ・ギトーからの大量の手紙を受けとっていた
- レオン・チョルゴッシュ:  ウィリアム・マッキンリー大統領の暗殺者
- エマ・ゴールドマン: 政治的に過激な活動で知られるアナキスト。 レオン・チョルゴッシュと数回の交流があった
- ジュゼッペ・ザンガラ:  フランクリン・ルーズベルト次期大統領暗殺未遂[2]
- リー・ハーヴェイ・オズワルド:  ジョン・F・ケネディ大統領の暗殺者
- サミュエル・ビック:  リチャード・ニクソン大統領暗殺未遂
- ジョン・ヒンクリー:  ロナルド・レーガン大統領暗殺未遂
- リネット・"スカーキー"・フロム: ジェラルド・R・フォード大統領暗殺未遂
- サラ・ジェーン・ムーア: ジェラルド・R・フォード大統領暗殺未遂
- ジェラルド・R・フォード大統領: 第38代アメリカ合衆国大統領

## 主要キャスト
オリジナル、ロンドン、ブロードウェイ、ロンドンリバイバルのキャスト
| 役名                           | オリジナル オフ・ブロードウェイ プレイライツ・ホライゾン | ロンドン プレミア ドンマー・ウエアハウス | ブロードウェイ プレミア スタジオ 54 | ロンドン リバイバル メニエール・チョコレート・ファクトリー |
| ------------------------------ | -------------------------------------------------------- | ---------------------------------------- | ----------------------------------- | ---------------------------------------------------------- |
| プロプライエター               | ウィリアム・パリー                                       | ポール・ベントレー                       | マーク・クディスチ                  | サイモン・リプキン                                         |
| バラディアー                   | パトリック・キャシディ                                   | アンソニー・バークレー                   | ニール・パトリック・ハリス          | ジェイミー・パーカー                                       |
| ジョン・ウィルクス・ブース     | ヴィクター・ガーバー                                     | デイビット・ファース                     | マイケル・サーヴェリス              | アーロン・トヴェイト                                       |
| チャールズ・ギトー             | ジョナサン・ハダリー                                     | ヘンリー・グッドマン                     | デニス・オヘア                      | アンディ・ナイマン                                         |
| レオン・チョルゴッシュ         | テレンス・マン                                           | ジャック・エリス                         | ジェイムズ・ステイシー・バーバー    | デイビット・シードン-ヤング                                |
| ジュゼッペ・ザンガラ           | エディー・コービック                                     | ポール・ハーリー                         | ジェフリー・クーン                  | スチュワート・クラーク                                     |
| リネット・"スカーキー"・フロム | アニー・ゴールデン                                       | キャサリン・ブラッドショー               | メアリー・キャサリン・ギャリソン    | カーリー・ボーデン                                         |
| サラ・ジェーン・ムーア         | デブラ・モンク                                           | ルイーズ・ゴールド                       | ベッキー・アン・ベイカー            | キャサリン・テイト                                         |
| ジョン・ヒンクリー             | グレッグ・ジャーマン                                     | マイケル・キャントウェル                 | アレクサンダー・ジェミニャニ        | ハリー・モリソン                                           |
| サミュエル・ビック             | リー・ウィルコフ                                         | キアラン・ハインズ                       | マリオ・キャントン                  | マイク・マクシェーン                                       |
| リー・ハーベイ・オズワルド     | ジェイス・アレクサンダー                                 | ガレス・スヌーク                         | ニール・パトリック・ハリス          | ジェイミー・パーカー                                       |
| デビッド・ヘロルド             | マーカス・オルソン                                       | ケビン・ウォルトン                       | ブランドン・ワーデル                | グレッグ・ミラー・バーンズ                                 |
| エマ・ゴールドマン             | リニー・グリーン                                         | スー・ケルビン                           | アニー・L.・ネイサン                | メリ・スチュワート                                         |
| 主婦                           | (当公演にこの役は無い)                                   | ミシェル・ファイン                       | ケンドラ・カスバウム                | イファ・ナリー                                             |

## あらすじ
このあらすじは現在認可されたバージョンのものであり、1992年にオフ・ブロードウェイで公演されたものとは少々異なる。
幕が上がるとそこは射的場で人の形をした的がベルトコンベアーで運ばれている。憂鬱な顔をした人間が1人、また1人と射的場に入ってくる。プロプライエターが彼らに射的をするように勧める。「大統領を殺したら『解決』するぞ」と。（Everybody's Got the Right）レオン・チョルゴッシュ、ジョン・ヒンクリー、チャールズ・J・ギトー、ジュゼッペ・ザンガラ、サミュエル・バイク、リネット・"スカーキー"・フロム、サラ・ジェイン・ムーアはプロプライエターにそれぞれそそのかされて銃を手に取る。ジョン・ウィルクス・ブースが最後に射的場に入ってくる。プロプライエターは彼を紹介する。「彼が大統領殺しのパイオニアだ」と。暗殺者達は銃を"標的"に向けるとリンカーンが登場したと告げられる。ブースは退場し、ほどなくして銃声とブースの叫び声が聞こえる。「専制者は常にかくのごとし！（ラテン語、バージニア州のモットー）」
バラディアーが登場する。彼は「アメリカンドリーム」を具現化した存在である（本作品では狂言回し的な役割をする役）。彼はジョン・ウィルクス・ブースの物語について話し始める（The Ballad of Booth）
場面が変わり1865年のリチャード・H・ギャレットの小屋になる。リンカーンを暗殺し、逃亡していたブースは小屋に逃げ込んだが通報により軍に包囲されてしまっていた。ブースはひどく興奮していて足に怪我を負っていた。彼はリンカーンを殺した理由を日記に書こうとするがペンが持てず書くことができない。ブースは投降するよう勧める友人ヘラルドに銃を突きつけ書くように脅す。ブースはリンカーンが南北戦争を起こし南部を荒廃へ導いたと口述し、書かせる。そこにバラディアーが間々に茶々を入れる。「ブースの実際の動機は彼の個人的な問題から来ている」と。軍が投降するよう言うとヘラルドはブースを見捨てて外へ出て行く。自暴自棄に陥ったブースはバラディアーに日記を投げ渡す。「お前なら私の物語を世界に話すことができるから」と。バラディアーはブースの日記に書いてある弁明を朗読し始める。同時にブースは自分が人生を投げ打って起こした行動が国（南部）を救うに値しなかったと嘆く。軍が小屋に火を放ったとき、ブースは銃で自殺を図る。バラディアーは「ブースは国を傷つけられたと怒り、その矛先が大統領暗殺という思いつきになっただけのただの狂人だ。」と締めくくり、ブースの日記帳からページを破って燃やす。
場面が変わり、バーに暗殺者達が集っている。ギトーは合衆国大統領に乾杯し、自分がフランス大使になるという念願を話す。ザンガラは胃の痛みを訴える。ブースはルーズベルト大統領を撃てば治ると提案する。唐突にヒンクリーが瓶を割る。チョルゴッシュは彼が働いていた瓶工場で起こった恐ろしい話をする。瓶を作るために何人もの人が死に、何人もの人が負傷したと。その一つをヒンクリーが割ったと。ギトーは冗談っぽく違う仕事を探しなよと言う。そして2人はアメリカン・ドリームについて言い争う。ギトーはアメリカを擁護し、チョルゴッシュは「チャンスの国」なんてまったくの嘘だという。チョルゴッシュは怒って瓶を手に取り床に叩きつけようとするがこらえ、別の部屋に投げる。ブースはチョルゴッシュに自分の運命をコントロールするには瓶を割ればいいとチョルゴッシュを駆り立てる。しかしチョルゴッシュは瓶を割ることはできなかった。
ラジオからプロプライエターの声がしてザンガラがルーズベルト大統領を暗殺しそこない、代わりにシカゴ市長を殺したと説明する。5人の見物客が代わる代わるインタビューを受け、自分が大統領を助けたと主張する（How I Saved Roosevelt）電気椅子に括り付けられたザンガラは自分は恐がっていないこと。彼は自分を気にかけてくれなかった「金銭をコントロールしている奴」を殺しただけだとわめく。死刑執行時にカメラマンがいないことについてザンガラは苛立つ。ザンガラは電気椅子で処刑され見物客たちはカメラに向かって誇らしげにポーズしている。
アメリカのアナーキスト（無政府主義者）たちのリーダーであるエマ・ゴールドマンの演説を聞いていたレオン・チョルゴッシュはうっとりしていた。彼は自分の彼女に愛の告白をするが彼女はその情熱を社会の正義のために向けるように言う。彼女が旅立つ準備をしているとき、チョルゴッシュは彼女の荷物を持とうとするが「彼ら（政府）は私たちを召使にしているわ。だから私たちはお互いをそうするべきじゃないの」といって断る。その言葉は後々になってもチョルゴッシュの胸に残ることとなる。
フロムとムーアは公園のベンチでマリファナを吸いながら井戸端会議をしている。フロムは自分の恋人のチャーリー・マンソンについて話す。ムーアは持ってきたケンタッキー・フライドチキンを食べる。ムーアは自分がFBIの資料提供者だったことや会計士だったこと、5人の夫と3人の子供がいることを話す。彼女たちはお互いに自分の父親についての恨みを箱に描いてあるカーネル・サンダースを父親と重ね、撃ち殺そうと笑いながら半狂乱で箱に発砲する。そのうちフロムの心酔するチャーリー・マンソンがムーアの高校の同級生であることがわかり、あまりの偶然に２人は悲鳴を上げる。
チョルゴッシュは銃を作るのに沢山の人の手がかかっているという。製鉄所の鉄粉砕機や工場が銃を作るだけ為に動いていると。ブース、ギトー、そしてムーアが彼のカルテットに参加してたった1つの銃が世の中を変える力を持っていると歌う（Gun Song）チョルゴッシュは自分の銃を大統領を暗殺するために使うと決心する。
チョルゴッシュは1901年のパン・アメリカン博覧会に赴く、音楽パビリオンでマッキンリー大統領が握手会をしているのを見るためだ。バラード歌いはチョルゴッシュが握手をする列に並んでいるときにチョルゴッシュの人物像について歌う（The Ballad of Czolgosz）自分の番が来たときにチョルゴッシュはマッキンリー大統領に発砲する。
サミュエル・バイクは汚いサンタの格好でプラカードとショッピングバックを持って公園のベンチに座っている。やがてテープレコーダーに自分の声を吹き込み始めた。レナード・バーンスタインへのメッセージだ。自分が作ったラブソングが世界を救うこととハイジャックをしてホワイトハウスに突っ込みニクソン大統領を殺そうとしていることを話す。彼はバーンスタインが他のセレブ達同様に自分を無視すると訴える。段々と怒りをあらわにしたバイクはベンチから立ち上がりウェストサイドストーリーのコーラスに乗せて怒り歌う。
ジョン・ヒンクリーは部屋にいてあてもなくギターをかき鳴らしている。フロムが入ってきて1曲（『ヘルター・スケルター』を）弾いてとせがむが断られる。フロムは部屋にあるジョディ・フォスターの写真に気が付き、ヒンクリーはジョディは自分の恋人だと言う。しかしフロムはその写真が映画のスチール写真であることを知ると、チャールズ・マンソンの写真をひっぱりだしてきて、会ったこともない女と恋仲なわけがないとヒンクリーを馬鹿にする。ジョンはフロムを追い出し、1人になるとジョディへの愛を歴史的な勇気ある行動で証明するとラブソングにのせて誓う。フロムも同じくチャーリーへの想いを歌う。（Unworthy of Your Love）部屋の後ろにレーガン大統領の絵が現れ激昂したヒンクリーは何度も絵に向かって発砲するが絵は再び現れる。プロプライエターがレーガン大統領の名言を引用してヒンクリーが失敗するたびに皮肉る。
射的場の裏ではギトーがムーアといちゃついていた。キスをしてくれれば射撃術のコツを教えるとギトーは言うがムーアがこれを断ると急に怒りだし奇妙なことを口走る。「次のフランス大使になるのは私だ」と。場面が変わり電車の駅になる。ギトーはガーフィールド大統領と会い、自分をフランス大使にしてくれるかと聞くが断られる。断られたギトーは素早くガーフィールド大統領に向かって発砲した。
ギトーは逮捕され絞首台に送られる。そこで彼は朝に書いた「私は神の国へ行く」という詩を朗読する。バラディアーが現れ、ギトーの裁判やイカレた性格について歌う。ギトーもバラディアーと共に歌い、最期に吊るされる。 (The Ballad of Guiteau)
フロムとムーアはジェラルド・フォード大統領を暗殺する準備をしていた。ムーアは9歳になる自分の息子（騒ぐのでムーアが銃を向けて脅す）と愛犬（ムーアが誤射して殺してしまう）を連れてきて口論になる。ムーアが誤って銃弾をこぼしてしまい、それを2人で拾っているとフォード大統領が現れるがいきなりつまずいて転ぶ。自分のことは置いておいて銃弾を拾うのを手伝った大統領はお礼を言う2人に名前を告げる。標的が現れたことにやっと気づいた2人は必死に発砲（とはいっても持っていた銃弾をバンバン言いながら大統領に向かって投げる）が失敗する。
サミュエルは飛行機をハイジャックしてホワイトハウスに突っ込ませるために車を飛ばしていた。すっかり気が違った彼はニクソン大統領に宛てたメッセージをテープレコーダーに吹き込む。当時のアメリカの暮らしや社会についての不平。アメリカ社会はいつも嘘をつくとも。そしてそれらの解決方法はニクソン大統領を暗殺することだと言う。
暗殺者達がまた射撃場に集まっている。彼らは動機を口々に列挙する。ビックにつられて彼らは自分が手に入るはずだった褒美を求める。バラディアーが現れ、彼らがとった行動（大統領暗殺）は何の問題の解決にもならなかった、褒美が欲しければアメリカン・ドリームを追いかけなければならないと言う。暗殺者たちは決して褒美が得られず、誰も彼らの生死を気にかけないことに気づき、自暴自棄に陥った彼らはもう１つの国歌を歌う（Another National Anthem）それはアメリカに夢を奪われた者たちへの敗者の歌である。バラディアーは彼らに楽観的になれ、幸せになる別の方法を探せと説得しようとするが声はますます大きくなりバラディアーを追い出してしまう。（2004年版以降の多くの公演で、暗殺者たちはバラディアーを取り囲み、オズワルドに姿を変えさせる。）
場面はテキサスの教科書倉庫の6階。オズワルドが現れる（白いTシャツにジーンズ姿）。自殺の準備をしていたオズワルドだったがブースに邪魔される。オズワルドが消したラジオをつけ直すと、ケネディ大統領の空港到着の様子が実況で流れてくる。オズワルドはブースが自分のことについてよく知っているのに驚く。ブースは慎重にゆっくりとオズワルドをジョン・F・ケネディ大統領を暗殺するように説得する。ブースは他の暗殺者達を呼びつける。ブースがオズワルドに、彼らに加わることで君は世界を変える、と言うがオズワルドは断る。ブースは未来をオズワルドに話し始める。ヒンクリーの部屋が捜索されたときにオズワルドについて書かれた伝記が見つかったと。ブースは（暗殺者達の）未来がオズワルドの手にかかっていると言う。オズワルドは部屋から出て行こうとするがザンガラがイタリア語で叫んで引き止める。他の暗殺者が通訳するにはオズワルドのする行動によって暗殺者達はまた「生き返る」のだと懇願していた。暗殺者たちは「オズワルドは世界を深い悲しみに陥れる力を持っている。そしてその悲しみは決して癒えることはない」と言う。ラジオの実況が再び入り、ケネディ大統領を乗せた車がだんだん彼のいる建物に近づいてくる。ついに意を決したオズワルドは、窓からライフルを向け、引き金を引く。
（November ,22 1963)
ケネディ暗殺にショックを受けた国民たちが嘆く。たった1人の男が死んだだけで合衆国は変わってしまった。それは永遠に戻ることはない。
（Something Just Broke)
射撃場に暗殺者が再び集合する。そこにオズワルドもいる。彼らは誇らしげにモットーである「 Everybody's Got the Right」を歌いあげる。銃に弾を装填し空に向かい発砲して物語は終わる。
（Everybody's Got the Right -Reprise)

## ミュージカル・ナンバー
- "Everybody's Got The Right" – プロプライエター、暗殺者たち (オズワルドを除く)
- "The Ballad of Booth" – バラディアー、ブース、ヘロルド
- "How I Saved Roosevelt" – プロプライエター、ザンガラ、アンサンブル
- "The Gun Song" – チョルゴッシュ、ブース、ギトー、ムーア
- "The Ballad of Czolgosz" – バラディアー、アンサンブル
- "Unworthy of Your Love" – ヒンクリー、フロム
- "The Ballad of Guiteau" – ギトー、バラディアー
- "Another National Anthem" – バラディアー、暗殺者たち (オズワルドを除く)+
- "November 22, 1963" – 暗殺者たち
- "Something Just Broke" – アンサンブル ++
- "Everybody's Got The Right" (Reprise) – 暗殺者たち

注 :
+ オリジナル公演では"Another National Anthem"の暗殺者たちの主旋律はビックによって歌われたが、改訂された2004年の楽譜では主旋律はプロプライエターによって歌われる。
++1992年のロンドン公演から加えられた。

## 受賞歴

### オリジナル・ブロードウェイ・プロダクション
| 年   | 賞                       | 部門                           | ノミネート                                          | 結果       |
| ---- | ------------------------ | ------------------------------ | --------------------------------------------------- | ---------- |
| 2004 | 第58回 トニー賞          | ミュージカル・リバイバル作品賞 | ミュージカル・リバイバル作品賞                      | 受賞       |
| 2004 | 第58回 トニー賞          | ミュージカル助演男優賞         | マイケル・サーヴェリス                              | 受賞       |
| 2004 | 第58回 トニー賞          | ミュージカル助演男優賞         | デニス・オヘア                                      | ノミネート |
| 2004 | 第58回 トニー賞          | ミュージカル演出賞             | ジョー・マンテロ                                    | 受賞       |
| 2004 | 第58回 トニー賞          | 編曲賞                         | マイケル・スターオビン                              | 受賞       |
| 2004 | 第58回 トニー賞          | ミュージカル装置デザイン賞     | ロバート・ブリル                                    | ノミネート |
| 2004 | 第58回 トニー賞          | ミュージカル照明デザイン賞     | ペギー・アイセンハウアー 、ジュールス・フィッシャー | 受賞       |
| 2004 | ドラマ・デスク・アワード | ミュージカル・リバイバル作品賞 | ミュージカル・リバイバル作品賞                      | 受賞       |
| 2004 | ドラマ・デスク・アワード | ミュージカル助演男優賞         | マーク・クディスチ                                  | ノミネート |
| 2004 | ドラマ・デスク・アワード | ミュージカル演出賞             | ジョー・マンテロ                                    | ノミネート |
| 2004 | ドラマ・デスク・アワード | 編曲賞                         | マイケル・スターオビン                              | ノミネート |
| 2004 | ドラマ・デスク・アワード | 装置デザイン賞                 | ロバート・ブリル                                    | ノミネート |
| 2004 | ドラマ・デスク・アワード | 照明デザイン賞                 | ペギー・アイセンハウアー 、ジュールス・フィッシャー | 受賞       |
| 2004 | ドラマ・デスク・アワード | 音響デザイン賞                 | ダン・モージズ・シュレアー                          | 受賞       |

「アサシンズ」は2004年までブロードウェイで上演されたことはなかったが、1992年のウエスト・エンド公演、1991年のオフ・ブロードウェイ公演があるため、オリジナルではなくリバイバル・ミュージカルであるとトニー賞管理委員会によって認定された。

### 2014 ロンドン プロダクション
| 年   | 賞                                           | 部門               | ノミネート         | 結果       |
| ---- | -------------------------------------------- | ------------------ | ------------------ | ---------- |
| 2015 | イブニング・スタンダード・シアター・アワード | ミュージカル作品賞 | ミュージカル作品賞 | ノミネート |
| 2015 | イブニング・スタンダード・シアター・アワード | 演出賞             | ジェイミー・ロイド | ノミネート |

## 録音
オフ・ブロードウェイ公演版と2004年のリバイバル版が市販されている。 オフ・ブロードウェイ公演版は 、次のロンドン公演で追加された'Something Just Broke'を含まない。
オリジナルのオフ・ブロードウェイ公演はたった３人のミュージシャンの演奏で行われたが、オリジナルキャストCDはマイケル・スターオビンによってすべてオーケストラに編曲され、 ポール・ジェミニャニの演出で33人のミュージシャンで録音された。